# Kyathampalle
Kyathampalle är en ort i Indien.   Den ligger i distriktet Ādilābād och delstaten Telangana, i den centrala delen av landet, 1 000 km söder om huvudstaden New Delhi. Kyathampalle ligger 262 meter över havet och antalet invånare är 42 275.
Terrängen runt Kyathampalle är platt. Runt Kyathampalle är det tätbefolkat, med 459 invånare per kvadratkilometer. Närmaste större samhälle är Adilabad, 0,87 km nordost om Kyathampalle. Trakten runt Kyathampalle består till största delen av jordbruksmark.